# Emil Peters (Politiker)
Emil Peters (* 22. Juni 1882 in Lippstadt; † 12. Februar 1934 in Detmold) war ein deutscher Kommunalpolitiker und von 1920 bis 1933 Bürgermeister von Detmold. Peters war kein Parteimitglied, stand politisch aber der DVP nahe.

## Leben
Emil Peters kam am 22. Juni 1882 in Lippstadt als Sohn des Regierungsbaumeisters Emil Peters zur Welt. An das Abitur schloss er von 1901 bis 1904 ein Jurastudium in Halle, München und Göttingen an. 1904 legte er das Referendarexamen ab und promovierte 1906 in Göttingen über „Der Begriff sowie die staats- und völkerrechtliche Stellung der Eingeborenen in den deutschen Schutzgebieten nach deutschem Kolonialrechte“ zum Dr. jur. Nach der großen juristischen Staatsprüfung 1909 arbeitete er 1910 als Gerichtsassessor beim Amtsgericht in Neustadt am Rübenberge und bis 1916 in den Kommunalverwaltungen von Hildesheim, Finsterwalde und Forst. 1914 heiratete er seine Frau Dorothea Peters, geb. Schaefer. 1921 wurde Sohn Günther geboren.
1916 bis 1919 war Emil Peters zweiter Bürgermeister von Graudenz, 1919 Oberbürgermeister. Als Graudenz im Januar 1920 Polen zugeteilt wurde, wurde Peters ausgewiesen und kam nach Detmold.
Hier wurde er einstimmig zum Oberbürgermeister gewählt. Seine erste Amtszeit ging vom 9. April 1920 bis zum 5. Mai 1931, die zweite endete vorzeitig: Am 6. März 1933 hatte Peters sich geweigert, vor dem Rathaus die Hakenkreuzflagge zu hissen. Nach einer unbedachten Äußerung wurde er am 31. März in Schutzhaft genommen und am 1. April durch den NSDAP-Politiker Hans Keller abgelöst. Offiziell in den Ruhestand versetzt wurde Peters am 30. Juni 1933 durch den Reichsstatthalter Dr. Alfred Meyer.
Er beging am 12. Februar 1934 Selbstmord.

## Ehrungen
Emil Peters wurde am 13. August 1953 als Verfolgter und Geschädigter der nationalsozialistischen Gewaltherrschaft anerkannt.
Eine Straße in Detmold-Süd ist nach Emil Peters benannt worden.